# ECIA

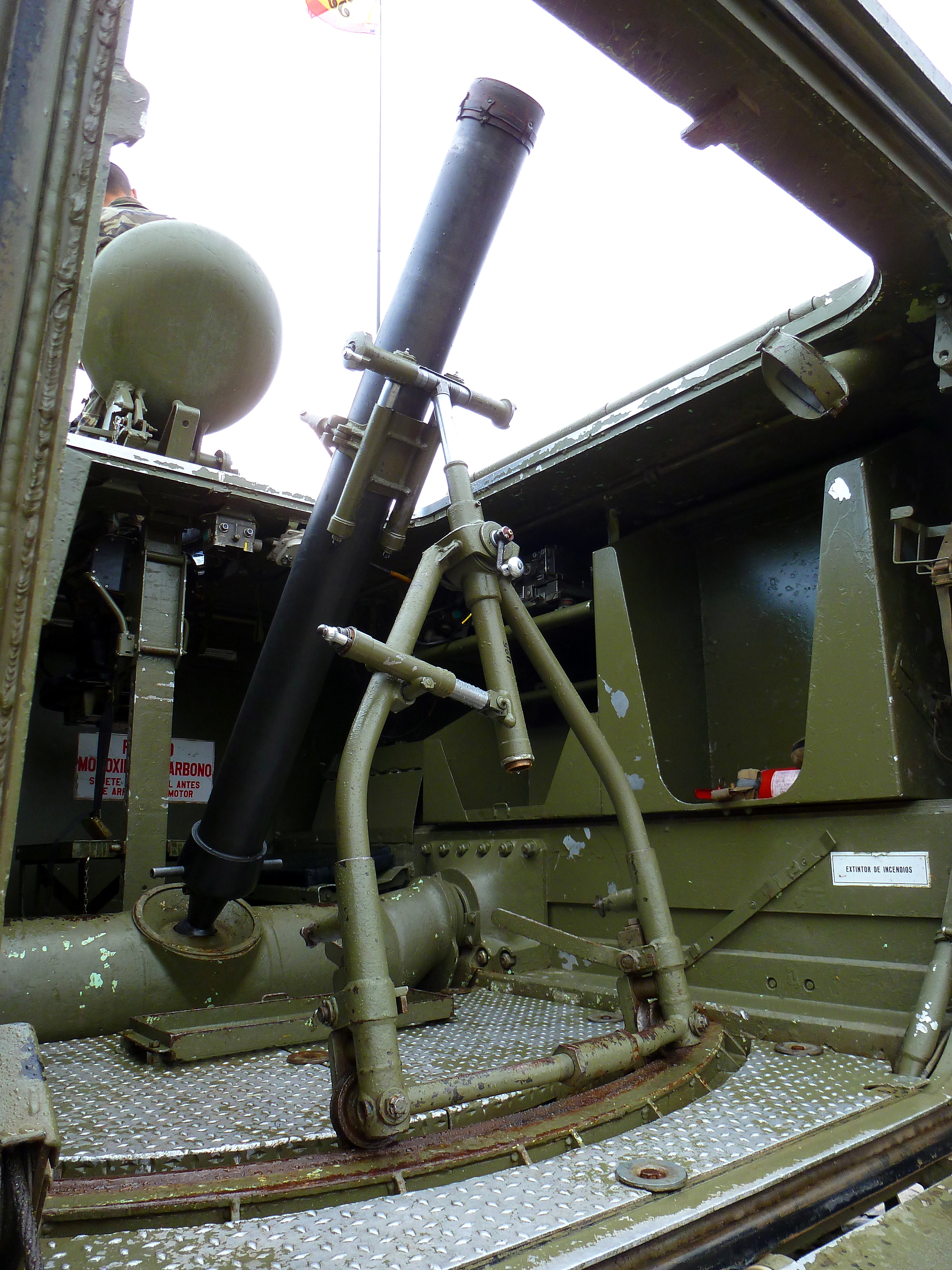
Mortier de 120mm monté sur M-113 en version mortier automoteur

Esperanza y Cía. (ECIA), officiellement Esperanza y Compañía, Sociedad Anónima, était une fabrique d'armes fondée en 1925 et établie depuis 1933 à  Marquina ( Vizcaya) qui produisait des armes individuelles, des munitions et des mortiers pour l'Armée espagnole et pour l'exportation. Après sa fermeture en 1994,  un groupe de ses travailleurs a fondé une nouvelle entreprise, Ecia-Xemein, S.A.L., qui est toujours active en 2021. .

## Opérateurs
- Espagne Les mortiers de 120mm ECIA utilisés comme mortier automoteur sur M113 sont complétés ou remplacés par des URO VAMTAC équipés de l'EIMOS pour l'infanterie de marine pour fin 2021[3] avec 80 systèmes prévus en tout pour tous les corps d'armée[3] qui complèteront ou remplaceront également le Cardom de Soltam Systems engagé en Afghanistan.
- Espagne Les mortiers ECIA utilisés comme mortier automoteur sur Blindé moyen sur roues BMR 3560.53E (BMR-PM-81) avec mortier L-65/81 de 81 mm, pourront se voir remplacés par une intégration temporaire du Patria NEMO en attendant que le Dragon (véhicule blindé) soit pleinement opérationnel[4].